# Disney Magic
Disney Magic — круизное судно, эксплуатируется дочерней компанией Disney Cruise Line, принадлежащей The Walt Disney Company. Компания имеет аналогичное судно Disney Wonder, эксплуатируемое с 1999 года, а также корабли Disney Dream и Disney Fantasy.

## Характеристики
Судно построено в 1998 году, на заводе Fincantieri, оно способно принимать на борт до 2400 пассажиров, размещаемых в 720 внешних и в 155 внутренних каютах.

## Маршруты
Судно доставляет отдыхающих в тематический парк развлечений «Риф кораблекрушения».